# Einfeldia dissita
Einfeldia dissita är en tvåvingeart som beskrevs av Aleksandrov 1984. Einfeldia dissita ingår i släktet Einfeldia och familjen fjädermyggor. Inga underarter finns listade i Catalogue of Life.